# Theodor Busse
Theodor Busse (Fráncfort del Oder, 15 de diciembre de 1897 - Wallerstein, 21 de octubre de 1986) fue un general alemán de la Wehrmacht durante la Segunda Guerra Mundial.

## Biografía
Busse ingresó en el Ejército Imperial Alemán en 1915 como cadete del 12° Regimiento de granaderos "Príncipe Carlos de Prusia". Al final de la Primera Guerra Mundial era teniente. Cuando subió Hitler al poder en 1933, Busse era teniente primero en la Reichswehr, donde fue ascendiendo de rango. En 1939 era teniente coronel en el Estado Mayor del Ejército de Tierra (Heer) de la Wehrmacht. 
Busse preparó un programa de entrenamiento en abril de 1939, que fue aprobado en agosto del mismo año, programa que se ejecutó entre el 1 de octubre y el 30 de septiembre de 1940. En octubre de 1940 era primer oficial del Estado Mayor del XI Ejército.
Entre 1941 y 1942 Busse tuvo el puesto de Jefe de Operaciones del entonces General Erich von Manstein en el XI Ejército en el Frente Oriental. Luego, entre 1942 y 1943 tuvo el cargo de Jefe de Operaciones del Grupo de Ejércitos Don, todavía bajo las órdenes de Manstein. Entre 1943 y 1944 fue Jefe Adjunto del Grupo de Ejércitos Sur.
El 30 de enero de 1944 fue condecorado con la Cruz de Caballero. Después de pasar un tiempo en reserva, fue nombrado General Jefe de la 121ª División de infantería. Finalmente el 21 de enero de 1945 tomó el mando del IX Ejército, cargo que ocuparía hasta finalizar la guerra. A los pocos días de ocupar este cargo, sufrió un accidente al quedarse dormido conduciendo, ya que llevaba varios días sin dormir, por lo que fue hospitalizado al fracturársele el cráneo. Sin embargo, fue dado de alta al inicio de abril y retomó el mando.
Durante la Ofensiva del Oder-Neisse, Busse fue enviado a defender Cottbus al sureste de Berlín, mientras que Gotthard Heinrici hacía lo mismo al este de la capital alemana. Cuando Busse empezó a ser rodeado por el Primer Frente Ucraniano, Heinrici solicitó a Hitler que permitiera retroceder al IX Ejército, que no se lo permitió. Posteriormente Cottbus fue tomada, y Busse recibió la orden de dirigirse al oeste a encontrarse con el XII Ejército de Walther Wenck, luego los dos ejércitos deberían regresar a Berlín y liberar el cerco. Busse escapó con su ejército al oeste, abriéndose paso violentamente en lo que luego se llamó la Batalla de Halbe. Después de contactar a Wenck, ambos se dirigieron al río Elba y se entregaron a los aliados norteamericanos, violando directamente las órdenes de Hitler. Entre 1945 y 1946 Busse fue prisionero de guerra.
Durante los Juicios de Núremberg se le preguntó a Busse por qué había tomado el mando del IX Ejército si consideraba que la guerra estaba perdida. Busse afirmó que había deseado dar tiempo a los civiles alemanes de escapar de la furia bolchevique. Aseguró también que hubiera preferido morir que rendirse a los rusos.
Después de la guerra, Busse trabajó en la Alemania Occidental como director de Defensa Civil y escribió varios libros de historia militar de la Segunda Guerra Mundial.